# Taiyō Hiraoka
Pour les articles homonymes, voir Hiraoka.
Taiyō Hiraoka (平岡 大陽, Hiraoka Taiyō), né le 14 septembre 2002 à Takarazuka au Japon, est un footballeur japonais. Il évolue au poste de milieu offensif au Shonan Bellmare.

## Biographie

### En club
Né à Takarazuka au Japon, Taiyō Hiraoka est notamment formé au Cerezo Osaka, puis il étudie au Lycée Riseisha. Il rejoint le Shonan Bellmare en janvier 2021, le transfert est annoncé dès le 27 mai 2020.
Le 2 mars 2021, il joue son premier match en professionnel lors d'une rencontre de Coupe de la Ligue japonaise, face au Urawa Red Diamonds. Il entre en jeu à la place d'Akimi Barada, et les deux équipes se neutralisent (0-0 score final). C'est dans cette même compétition qu'il inscrit son premier but en professionnel, le 5 mai 2021, contre le Yokohama FC. Titulaire ce jour-là, il ouvre le score mais son équipe est rattrapée au score en fin de match (1-1 score final),.
Hiraoka fait sa première apparition en J. League 1, la première division japonaise, face au Tokushima Vortis, le 30 mai 2021. Il est titularisé et les deux équipes se partagent les points (1-1 score final).